# Краљевски трговачки кредитни завод
Краљевски трговачки кредитни завод био је новчани завод формиран у Краљеву 1924. године. Овај новчани завод је кредитима помагао пословање трговаца, занатлија и земљорадника, али је највише инвестирао у Акционарско друштво Матарушка Бања, које је располагало великом површином бањског земљишта на ком су се налазила и бањска купатила. Због кризе која је наступила тридесетих година, Краљевски трговачки кредитни завод је морао да затражи заштиту државе. Његово пословање је потом трајно окончано избијањем Другог светског рата и немачком окупацијом.

## Историјат
Први светски рат је довео до знатног пада броја новчаних завода у Србији. Многи заводи који су пословали пре рата су током његовог трајања и окупације претрпели велике штете, због којих нису могли да обнове своје пословање. Међутим, како је потреба за новцем расла у новоформираној Краљевини СХС, током двадесетих година је започето са оснивањем нових новчаних завода. Велике потребе за кредитима су омогућиле наплаћивање високих камата и самим тим велику зараду за банке. Један од нових новчаних завода, формираних током прве половине двадесетих година, био је и Краљевски трговачки кредитни завод. Он је формиран 1924. године. Половином априла те године потребну документацију за оснивање банке поднели су: Лазар П. Кузмановић, трговац; Милан Ј. Јовичић, трговац; Никола Чукулић, опанчар; Алекса Н. Јелесијевић, трговац; Велисав Томовић, трговац; Миодраг Јовановић, пекар; Тодор Шевић, инжењер; Милан Тодосијевић, хотелијер; Бранислав К. Паштровић, адвокат, и Радомир Ј. Јовичић, трговац. На овај корак их је подстакла и жеља за зарадом преко високих камата, али и удруживање капитала ради заједничког улагања. У време оснивања Трговачког кредитног завода у Краљеву су пословале још две банке: Краљевска привредна банка и Краљевска акционарска штедионица.
Статутом је било предвиђено да се установа назове Краљевска трговачка банка, али је име врло брзо промењено у Краљевски трговачки кредитни завод, пре него што је и стигло одобрење за рад од Министарства трговине и индустрије. Главница од 2.000.000 динара била је подељена у 2000 акција од по 1000 динара. Висока номинала акције говори о томе да су оснивачи били сигурни да располажу довољном количином капитала и да им је жеља била да се капитал користи за улагања у којима је већина акционара већ учествовала. Статут је предвидео да ова установа обавља чисто банкарске послове. Управни одбор је бројао 7 чланова, а Надзорни 5. Мандати чланова ових одбора трајали су годину дана. Највећи број акционара Трговачког кредитног завода био је из Краљева, али их је било и из Ушћа, Лесковца, Ужица, Београда и Чачка. Седиште Завода је било на Тргу краља Александра број 30.
Банка је испрва кредите давала занатлијама и трговцима краљевачког краја. Кредити земљорадницима су испрва били ређе одобравани, али је то промењено након што се показало да и они редовно испуњавају своје обавезе. Најважније улагање овог новчаног завода је било везано за пословање Акционарског друштва Матарушка Бања, основаног 1907. године. Како је Трговачки кредитни завод уписао готово половину номиналне вредности акција и како су чланови Управног одбора били и у управи Друштва Матарушка Бања, јасно је да је првенствени циљ највећих акционара Трговачког кредитног завода био обезбеђивање средстава за даљи развој Друштва Матарушка Бања. Друштво је располагало великом земљишном површином на којој су била подигнута купатила са зградама, што је, према тржишној вредности, представљало велики капитал за локалне појмове.
Стагнација послова у другој половини двадесетих година довела је до повећања штедње у банкама. Тако су банке сада располагале са вишком новца, који је, уместо за привреду, углавном био коришћен за кредитирање земљорадника. Овај тренд се огледао и у пословању Трговачког кредитног завода. Висина штедних улога у Трговачко кредитном заводу је на крају 1928. године била седмоструко већа у односу на 1924. годину. Током међуратног периода на пословање банке је утицала и политичка припадност њених водећих људи, односно знало се која је банка била „радикалска” а која „демократска”. У случају Краљевског трговачког кредитног завода, његов дугогодишњи председник Управног одбора био је Лазар Кузмановић, који  је као кандидат на листи Народне радикалне странке за место посланика из Жичког среза био изабран 1927. и 1931. године.
Крах на њујоршкој бези 1929. године означио је почетак Велике кризе, која се током 1930. и 1931. године прелила на Европу. Пошто је Југославија била махом аграрна земља, у којој је скоро три четвртине становништва живело од пољопривреде, њу је највише погодила аграрна криза која је уследила почетком тридесетих година. Пад цена пољопривредних производа осетно је умањио куповну моћ пољопривредника и натерао их је да се додатно задужују. Са друге стране, банке су због ненаплативих и непрофитабилних инвестиција остајале без средстава за пословање. Због тога се појавио страх међу штедишама, па су они крајем 1931. године масовно почели да повлаче новац. Криза поверења је многе новчане заводе отерала у стечај. Међутим, за банке су још погубније биле последице Закона о заштити земљорадника, донетог 19. априла 1932. године. Овим законом је уведен мораторијум на исплату сељачких дугова, који је потом стално био продужаван. Банке су због тога све теже пословале, па су морале почети са ликвидацијом дотадашњих послова.
Због горенаведених потешкоћа Краљевски трговачки кредитни завод је морао своје пословање да ограничи на исплату штедних улога и регулисање других обавеза по доспећу. До 1938. године штедише су исплаћиване новцем који се нашао у Банци до избијања кризе и смањивањем основног банчиног капитала. Како су се тешкоће у пословању настављале, Краљевски трговачки кредитни завод се обратио држави за помоћ, тражећи да буде стављен под заштиту. Чланови Управног одбора су у молби изнели став да се кризи крај није могао предвидети, а да мере предузете од стране државе нису уродиле плодом јер нису спроведене по унапред утврђеном плану. Тешко стање у ком су се нашли сви новчани заводи утицало је и на њихово међусобно пословање. Краљевски трговачки кредитни завод је имао константни пословни однос са Краљевском акционарском штедионицом, али је потреба за готовим новцем нарушавала то партнерство. Завод се код Штедионице задужио још 1931. године за 650.000 динара, а као залог је дао акције Акционарског друштва Матарушка Бања. Иако је требало да тај дуг у потпуности буде исплаћен до краја 1938. године, због кризе је то постало немогуће. Трговачки кредитни завод је због тога тражио од државе да му се одобри нови кредит од 200.000 динара, који би искористио да исплати свој дуг Штедионици. Проблем враћања овог дуга је довео до судског спора наредне 1939. године. Штедионица је тужила Краљевски трговачки кредитни завод јер он није желео да исплати камату на свој дуг, позивајући се на то што се налазио под државном заштитом. Даљи развој овог спора зауставило је избијање Другог светског рата, које је трајно обуставило рад краљевачких новчаних завода.